# アメリカン・トラディショナル
アメリカン・トラディショナル（American traditional）とはアイビールックやアイビー・リーグ・モデルのスーツなど、米国東部で培われた伝統的服装のことを指し、ブリティッシュ・トラディショナルなどと対比的に使われる。略してアメトラともいう。アメリカの気候や合理主義の影響、アメリカ移民にイギリスの上流階級が少なかったことによる中産階級文化や他国の文化の流入などの影響を受けた。結果的にブリティッシュ・トラッドに比べて簡略化やカジュアル化が行われている。米国西部ではまた違った服装が伝統的であり、アメリカ全体を象徴するスタイルでないことに注意。

## 主に用いられるアイテム
コート
ピーコート、ダッフルコートなどが好まれる。
ジャケット
前ダーツ(しぼり)のないいわゆるI型、センターベント、肩パッドの省略、三つボタン段返りなどを特徴とする。カジュアルな場では金ボタンの紺色ブレザーも好まれる。特に胸に校章のエンブレムが付けられており、アイビー・リーグのユニフォームに由来する。ウェストコートの代わりにカーディガンやチルデンセーターも好まれる。
シャツ
オックスフォード生地のボタンダウンシャツなど。
ネクタイ
レジメンタル柄(斜め縞模様)。向かって右下がりが最もアメリカ的であり、向かって右上がりはイギリス的である。またアイビーリーグなどでは学校ごとに色柄が決まっていた（regimental＝連隊の）。このため、出身校を判別する指標になることもある。カジュアルな場面では無地のニットタイも好まれる。
ボトムス
ウールパンツのほかチノ・パンツも。ビジネスの場であってもジャケットと共布でないスタイルが比較的許容されている。夏のカジュアルな場ではショートパンツも履かれる。
革靴
モカシン縫いのローファー、特にペニーローファーやコインローファーと呼ばれるもの。またフルブローグでロング(トゥのメダリオンが後ろまで一本でつながっている)ウィングチップ、ホワイトバックス、ダーティーバックスなど。カジュアルな場ならばデッキシューズ。